# Moussey (Aube)
Moussey ist eine französische Gemeinde mit 661 Einwohnern (Stand: 1. Januar 2022) im Département Aube in der Region Grand Est (vor 2016 Champagne-Ardenne); sie gehört zum Arrondissement Troyes und zum Kanton Vendeuvre-sur-Barse. 

## Geographie
Moussey liegt etwa sieben Kilometer südlich von Troyes. Das Flüsschen Mogne berührt streckenweise die südöstliche Gemeindegrenze. Umgeben wird Moussey von den Nachbargemeinden Saint-Léger-près-Troyes im Nordwesten und Norden, Buchères im Norden und Nordosten, Saint-Thibault im Osten und Südosten, Isle-Aumont im Südosten, Villemereuil im Süden und Südwesten sowie Saint-Pouange im Westen. 
Am Nordrand der Gemeinde führt die Autoroute A5 entlang.

## Bevölkerungsentwicklung
| Jahr                       | 1962 | 1968 | 1975 | 1982 | 1990 | 1999 | 2006 | 2011 | 2019 |
| Einwohner                  | 300  | 271  | 277  | 411  | 398  | 399  | 471  | 587  | 643  |
| Quellen: Cassini und INSEE |      |      |      |      |      |      |      |      |      |

## Sehenswürdigkeiten
- Romanische Kirche Saint-Martin aus dem 12. Jahrhundert, seit 1926 Monument historique

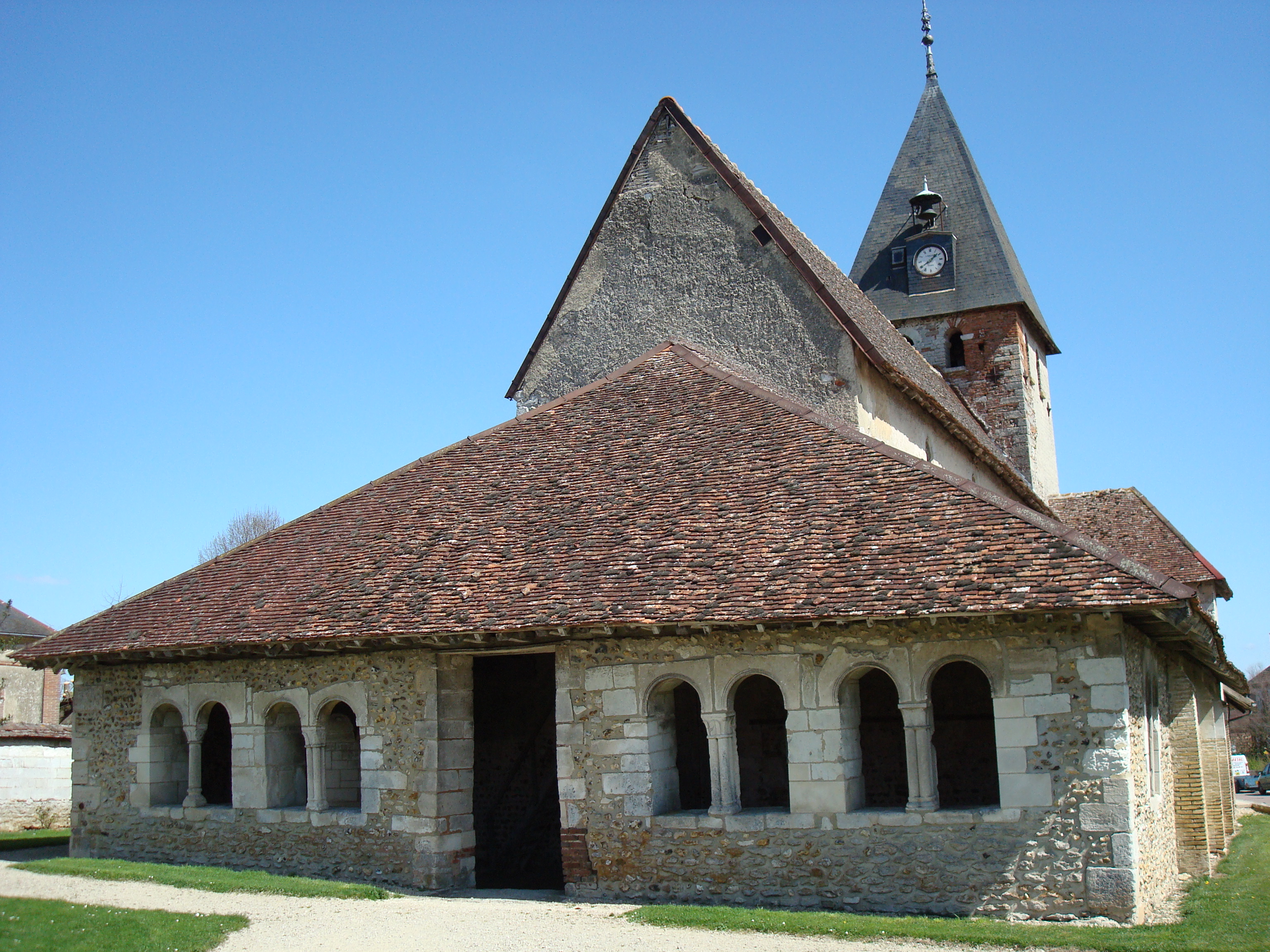
Kirche Saint-Martin

- Schloss Villebertin von 1776